# Grosser Preis des Kantons Aargau 2007
Il Grosser Preis des Kantons Aargau 2007, quarantaquattresima edizione della corsa, valido come evento del circuito UCI Europe Tour 2007 categoria 1.HC, fu disputato il 1º giugno 2007 per un percorso di 196 km. Fu vinto dal francese John Gadret, al traguardo con il tempo di 4h 45' 54" alla media di 41,13 km/h.
Alla partenza erano presenti 126 ciclisti, dei quali 54 portarono a termine il percorso.

## Ordine d'arrivo (Top 10)
| Pos. | Corridore           | Squadra       | Tempo    |
| ---- | ------------------- | ------------- | -------- |
| 1    | John Gadret         | AG2R Prév.    | 4h45'54" |
| 2    | Raffaele Ferrara    | LPR           | a 3"     |
| 3    | Tomasz Marczyński   | Cer. Flaminia | a 5"     |
| 4    | Marcel Strauss      | Gerolsteiner  | a 6"     |
| 5    | Greg Van Avermaet   | Predictor     | a 41"    |
| 6    | Luca Solari         | LPR           | s.t.     |
| 7    | Andreas Dietziker   | LPR           | a 45"    |
| 8    | Benny De Schrooder  | Choc. Jacques | s.t.     |
| 9    | Stijn Vandenbergh   | Unibet.com    | s.t.     |
| 10   | Pascal Hungerbühler | Volksbank     | s.t.     |